# Tobias Hysén
Glenn Tobias Hysén (Göteborg, 9 marzo 1982) è un ex calciatore e allenatore di calcio svedese, tecnico del Kungsbacka City.

## Caratteristiche tecniche
È un centravanti che si adatta al ruolo di ala sinistra.

## Carriera

### Giocatore

#### Club
Figlio di Glenn e fratello di Alexander ed Anton, tutti calciatori, Tobias inizia la sua carriera nell'Ubbhults IF e nel Lundby IF, trasferendosi poi, all'età di 17 anni, al BK Häcken, squadra nella quale milita fino al 2004, quando firma un contratto quadriennale con il Djurgården. L'11 agosto 2004, nell'andata del turno preliminare di Champions League, segna il gol del temporaneo raddoppio in trasferta contro la Juventus, grazie al quale il Djurgården si porta avanti 0-2 allo Stadio delle Alpi di Torino (finirà 2-2 e al ritorno gli scandinavi verranno eliminati). Vince poi il campionato svedese 2005, arrivando vicino alla conquista del campionato 2006. Il 23 agosto 2006 viene ufficializzato il suo passaggio al Sunderland per 1,7 milioni di sterline.
Hysén ha immediatamente un buon impatto col nuovo club: sin dalla prima giornata, contro il West Bromwich, infatti, dà una buona impressione di sé, ispirando il secondo gol. Sotto la direzione di Roy Keane, invece, gli viene spesso preferito il giovane Ross Wallace; ciononostante, Hysén va a segno, per la prima volta, allo Stadium of Light, nell'1-1 contro il Leicester City, realizzando un gol pochi minuti dopo il suo ingresso in campo. Realizza anche il primo gol nella partita finita 2-0 a favore dei Black Cats in casa del Leicester, svoltasi nel giorno di Capodanno del 2007.
Nel tardo luglio 2007, viene rivelato che Tobias Hysén ha chiesto di tornare in patria, poiché sia lui, sia la moglie, preferiscono che il proprio figlio, il quale è nato nel gennaio 2008, cresca in Svezia.
Il 25 agosto 2007, passa ufficialmente all'IFK Göteborg, tornando così nella sua città natale, vincendo lo stesso anno l'Allsvenskan 2007. L'anno successivo vince la Supercupen e la Coppa di Svezia 2008. Al termine del campionato 2009 si aggiudica il titolo di capocannoniere con 18 reti. Si ritira dal calcio professionistico al termine dell'Allsvenskan 2018, continuando a giocare a calcio ma ripartendo dall'ottava serie del sistema calcistico nazionale.

#### Nazionale
Ha vestito in più occasioni la maglia dell'Under-21, disputando con essa l'Europeo 2004 e raggiungendo la semifinale.
Ha esordito in nazionale maggiore il 22 gennaio 2005 in occasione della gara amichevole contro la Corea del Sud. Ha siglato la sua prima rete in nazionale maggiore l'8 febbraio 2011 nell'amichevole Cipro-Svezia (0-2).
Con la nazionale svedese ha partecipato all'Europeo 2012.

### Allenatore
Il 2 ottobre 2020 è stato nominato assistente allenatore del Tvååkers IF, squadra di terza serie guidata da un paio di giorni dal nuovo capo allenatore Mattias Lindström, altro giocatore a fine carriera che stava militando nel Kungsbacka City proprio come Hysén. Questo primo incarico si è chiuso a fine anno. Nel 2021 ha lavorato part time con il Ljungskile per un periodo come allenatore della formazione individuale. Nel 2022 e nel 2023 ha ricoperto nuovamente l'incarico di assistente allenatore al Tvååkers IF, mentre nel 2024 ha assunto la guida della formazione Under-17 dell'Utsiktens BK. Nel gennaio 2025 ha cominciato la sua prima parentesi da capo allenatore di una squadra senior con l'ingaggio da parte del Kungsbacka City, sua ultima squadra da giocatore, militante nel sesto livello del sistema calcistico svedese.

## Statistiche

### Cronologia presenze e reti in nazionale
| Cronologia completa delle presenze e delle reti in nazionale ― Svezia | Cronologia completa delle presenze e delle reti in nazionale ― Svezia | Cronologia completa delle presenze e delle reti in nazionale ― Svezia | Cronologia completa delle presenze e delle reti in nazionale ― Svezia | Cronologia completa delle presenze e delle reti in nazionale ― Svezia | Cronologia completa delle presenze e delle reti in nazionale ― Svezia | Cronologia completa delle presenze e delle reti in nazionale ― Svezia | Cronologia completa delle presenze e delle reti in nazionale ― Svezia |
| Data                                                                  | Città                                                                 | In casa                                                               | Risultato                                                             | Ospiti                                                                | Competizione                                                          | Reti                                                                  | Note                                                                  |
| --------------------------------------------------------------------- | --------------------------------------------------------------------- | --------------------------------------------------------------------- | --------------------------------------------------------------------- | --------------------------------------------------------------------- | --------------------------------------------------------------------- | --------------------------------------------------------------------- | --------------------------------------------------------------------- |
| 22-1-2005                                                             | Carson                                                                | Corea del Sud                                                         | 1 – 1                                                                 | Svezia                                                                | Amichevole                                                            | -                                                                     | 72’                                                                   |
| 26-1-2005                                                             | San Diego                                                             | Messico                                                               | 0 – 0                                                                 | Svezia                                                                | Amichevole                                                            | -                                                                     | 46’                                                                   |
| 12-11-2005                                                            | Seul                                                                  | Corea del Sud                                                         | 2 – 2                                                                 | Svezia                                                                | Amichevole                                                            | -                                                                     |                                                                       |
| 18-1-2006                                                             | Riad                                                                  | Arabia Saudita                                                        | 1 – 1                                                                 | Svezia                                                                | Amichevole                                                            | -                                                                     | 79’                                                                   |
| 23-1-2006                                                             | Abu Dhabi                                                             | Giordania                                                             | 0 – 0                                                                 | Svezia                                                                | Amichevole                                                            | -                                                                     | 58’                                                                   |
| 10-6-2009                                                             | Göteborg                                                              | Svezia                                                                | 4 – 0                                                                 | Malta                                                                 | Qual. Mondiali 2010                                                   | -                                                                     | 78’                                                                   |
| 12-8-2009                                                             | Solna                                                                 | Svezia                                                                | 1 – 0                                                                 | Finlandia                                                             | Amichevole                                                            | -                                                                     | 79’                                                                   |
| 5-9-2009                                                              | Budapest                                                              | Ungheria                                                              | 1 – 2                                                                 | Svezia                                                                | Qual. Mondiali 2010                                                   | -                                                                     | 85’                                                                   |
| 9-9-2009                                                              | Attard                                                                | Malta                                                                 | 0 – 1                                                                 | Svezia                                                                | Qual. Mondiali 2010                                                   | -                                                                     | 58’                                                                   |
| 18-11-2009                                                            | Cesena                                                                | Italia                                                                | 1 – 0                                                                 | Svezia                                                                | Amichevole                                                            | -                                                                     | 73’                                                                   |
| 3-3-2010                                                              | Swansea                                                               | Galles                                                                | 0 – 1                                                                 | Svezia                                                                | Amichevole                                                            | -                                                                     | 59’                                                                   |
| 11-8-2010                                                             | Solna                                                                 | Svezia                                                                | 3 – 0                                                                 | Scozia                                                                | Amichevole                                                            | -                                                                     | 59’                                                                   |
| 19-1-2011                                                             | Città del Capo                                                        | Botswana                                                              | 1 – 2                                                                 | Svezia                                                                | Amichevole                                                            | -                                                                     |                                                                       |
| 22-1-2011                                                             | Nelspruit                                                             | Sudafrica                                                             | 1 – 1                                                                 | Svezia                                                                | Amichevole                                                            | 1                                                                     | 63’                                                                   |
| 8-2-2011                                                              | Strovolos                                                             | Cipro                                                                 | 0 – 2                                                                 | Svezia                                                                | Amichevole                                                            | 1                                                                     |                                                                       |
| 3-6-2011                                                              | Chișinău                                                              | Moldavia                                                              | 1 – 4                                                                 | Svezia                                                                | Qual. Euro 2012                                                       | -                                                                     | 41’                                                                   |
| 10-8-2011                                                             | Charkiv                                                               | Ucraina                                                               | 0 – 1                                                                 | Svezia                                                                | Amichevole                                                            | 1                                                                     | 67’                                                                   |
| 6-9-2011                                                              | Serravalle                                                            | San Marino                                                            | 0 – 5                                                                 | Svezia                                                                | Qual. Euro 2012                                                       | 1                                                                     | 67’                                                                   |
| 18-1-2012                                                             | Ar Rayyan                                                             | Bahamas                                                               | 0 – 2                                                                 | Svezia                                                                | Amichevole                                                            | 1                                                                     | 64’                                                                   |
| 23-1-2012                                                             | Doha                                                                  | Qatar                                                                 | 0 – 5                                                                 | Svezia                                                                | Amichevole                                                            | 2                                                                     |                                                                       |
| 29-2-2012                                                             | Zagabria                                                              | Croazia                                                               | 1 – 3                                                                 | Svezia                                                                | Amichevole                                                            | -                                                                     | 65’                                                                   |
| 30-5-2012                                                             | Göteborg                                                              | Svezia                                                                | 3 – 2                                                                 | Islanda                                                               | Amichevole                                                            | -                                                                     | 46’                                                                   |
| 5-6-2012                                                              | Solna                                                                 | Svezia                                                                | 2 – 1                                                                 | Serbia                                                                | Amichevole                                                            | -                                                                     | 55’                                                                   |
| 15-8-2012                                                             | Solna                                                                 | Svezia                                                                | 0 – 3                                                                 | Brasile                                                               | Amichevole                                                            | -                                                                     | 72’                                                                   |
| 23-1-2013                                                             | Chiang Mai                                                            | Corea del Nord                                                        | 1 – 1                                                                 | Svezia                                                                | King's Cup 2013                                                       | -                                                                     |                                                                       |
| 26-1-2013                                                             | Chiang Mai                                                            | Finlandia                                                             | 0 – 3                                                                 | Svezia                                                                | King's Cup 2013                                                       | 1                                                                     | 79’                                                                   |
| 6-2-2013                                                              | Solna                                                                 | Svezia                                                                | 2 – 3                                                                 | Argentina                                                             | Amichevole                                                            | -                                                                     |                                                                       |
| 22-3-2013                                                             | Solna                                                                 | Svezia                                                                | 0 – 0                                                                 | Irlanda                                                               | Qual. Mondiali 2014                                                   | -                                                                     | 73’                                                                   |
| 26-3-2013                                                             | Žilina                                                                | Slovacchia                                                            | 0 – 0                                                                 | Svezia                                                                | Amichevole                                                            | -                                                                     | 62’                                                                   |
| 10-9-2013                                                             | Astana                                                                | Kazakistan                                                            | 0 – 1                                                                 | Svezia                                                                | Qual. Mondiali 2014                                                   | -                                                                     | 81’                                                                   |
| 15-10-2013                                                            | Solna                                                                 | Svezia                                                                | 3 – 5                                                                 | Germania                                                              | Qual. Mondiali 2014                                                   | 2                                                                     |                                                                       |
| 28-5-2014                                                             | Copenaghen                                                            | Danimarca                                                             | 1 – 0                                                                 | Svezia                                                                | Amichevole                                                            | -                                                                     | 69’                                                                   |
| 1-6-2014                                                              | Solna                                                                 | Svezia                                                                | 0 – 2                                                                 | Belgio                                                                | Amichevole                                                            | -                                                                     | 72’                                                                   |
| 4-9-2014                                                              | Solna                                                                 | Svezia                                                                | 2 – 0                                                                 | Estonia                                                               | Amichevole                                                            | -                                                                     | 64’                                                                   |
| Totale                                                                |                                                                       | Presenze                                                              | 34                                                                    |                                                                       | Reti                                                                  | 10                                                                    |                                                                       |

## Palmarès

### Club

#### Competizioni nazionali
- Campionato svedese: 2

Djurgården: 2005
IFK Göteborg: 2007
- Football League Championship: 1

Sunderland: 2006-2007
- Coppa di Svezia: 4

Djurgården: 2004, 2005
IFK Göteborg: 2008, 2012-13
- Supercoppa di Svezia: 1

IFK Göteborg: 2008

### Individuale
- Capocannoniere della Allsvenskan: 1

2009 (18 gol)